# مجموعة تي.إي.سي
مجموعة تي.آي.سي (بالإنجليزية: Group TAC) (باليابانية: 株式会社グループ・タック) هي مجموعة إستديوهات يابانية لإنتاج الأنمي و التصاميم الحاسوبية يقع مقرها في شيبويا، طوكيو. يرأس المجموعة أتسوشي تاشيرو.

## أعمال المجموعة

### مسلسلات أنمي تلفزيونية
- جلجامش
- بلاك بلاد براذرز
- كابتن ماجد
- زهرة و السيف المضيء
- إيتازورا نا كيس
- نينجا المغامر
- ستريت فايتر 2 V
- أكاديمية أليس
- توكو (2006 بالتعاون مع شركة أنمي إنترنشنل)

### أوفا أنمي
- الغواصة 707 آر (2003)

### أفلام أنمي
- رحلة نحول (2010)

## وصلات خارجية
- موقع مجموعة تي إي سي الرسمي نسخة محفوظة 13 أبريل 2010 على موقع واي باك مشين.. باليابانية.

مجموعة تي.إي.سي على موقع ANN company (الإنجليزية)